# Anthotroche pannosa
Anthotroche pannosa là loài thực vật có hoa trong họ Cà. Loài này được Endl. mô tả khoa học đầu tiên năm 1839.